# Anthée (lune)
Pour les articles homonymes, voir Anthée.
Anthée, (Saturn XLIX Anthe), auparavant connue sous la désignation temporaire S/2007 S 4 et surnommé Frank par ses découvreurs, est un très petit satellite naturel de Saturne. Sa découverte fut annoncée le 18 juillet 2007 en tant que soixantième satellite de la planète aux anneaux (et le quarante-neuvième à être confirmé).
Anthée a été observée pour la première fois par l'équipe d'imagerie de Cassini d'après une série d'images prises le 30 mai 2007 à une distance de 1,76 million de kilomètres de Saturne. Elle fait environ 2 km de diamètre et orbite autour de Saturne à la distance moyenne de 197 700 km en à peine plus d'une journée. À l'instar des petits satellites Méthone et Pallène, l'orbite d'Anthée se situe entre celles de Mimas et Encelade.
Elle porte le nom d'Anthée, une des Alcyonides (comme ses voisines Méthone et Pallène).